# Inlay (tandheelkunde)
In tandheelkunde staat inlay of onlay (inlegvulling) voor een vulling bestaande uit een solide materiaal zoals goud, keramiek, galvanisch keramiek (een combinatie van goud en keramiek), titaan, of porselein dat zodanig gevormd is dat het past in een uitsparing in de tand. De inlay wordt aangebracht door middel van een composietlijm ook wel cement genoemd. 
De techniek wordt toegepast om schade aan een tand of kies, bijvoorbeeld door cariës, te herstellen.

## Productie en logistiek
Eerst wordt er een afdruk van de ruimte, waar de inlay in gaat, gemaakt met een polyether of siliconen afdrukmateriaal. Deze wordt dan meestal verzonden naar een tandtechnisch laboratorium, het produceren van een inlay is precisiewerk en wordt gedaan door een tandtechnicus. De inlay kan ofwel gegoten worden (bijvoorbeeld voor een gouden inlay) ofwel gefreesd worden (bij bepaalde keramische inlays). Het gereedgekomen product wordt weer verzonden naar de behandelende specialist, waar de inlay, meestal in een aparte ruimte, uit de verpakking wordt gehaald en gezamenlijk met de composietlijm gereed wordt gemaakt om in de caviteit geplaatst te kunnen worden.
Door het kleine volume is een inlay zeer geschikt voor offshoring.
Er zijn ook tandartsen die de inlay zelf maken. De vorm wordt in dat geval bepaald met behulp van digitale opnames van de caviteit met een kleine camera, en een computer met een speciaal programma. Vervolgens wordt de inlay gefreesd uit een blokje keramiek met een frees die bestuurd wordt door diezelfde computer. Daarna wordt de inlay direct geplaatst. Voordeel van deze manier is dat de hele behandeling binnen enkele uren gereed is.

## Mechanische spanningen
Doordat de tand of kies en de gegoten inlay uit twee verschillende soorten materialen bestaan en deze bij kou en warmte een verschillende  thermische uitzettingscoëfficiënt hebben komen er spanningen op het dunne vlak van de composietlijm wat kan resulteren in het uitvallen van de inlay.

## Composietrestauraties versus gegoten partiële restauratie
Doordat de nieuwe composiet-reparatiematerialen inmiddels zover zijn doorontwikkeld, dat ze voldoende slijtvast zijn (de problemen van de eerste generaties), en doordat bij deze hersteltechniek de spanningen niet alleen op het lijmvlak worden uitgeoefend (minder kans op loslaten), is er discussie binnen de tandheelkunde over de te verkiezen methode.
- Voor een composietvulling maakt men een caviteit met meer afgeronde wanden en geen hoeken. Dit kan doordat men in de adhesieve tandheelkunde gebruikmaakt van de kleefkracht van het materiaal. De tandarts moet dus geen ondersnijdingen voorzien. Dit soort caviteiten hebben als grote voordeel dat er minder tandweefsel moet opgeofferd worden.

- Micro-invasieve-tandheelkunde. Door gebruik te maken van luchtabrasie- en lasertechnieken in combinatie met kleeftechnieken en composietvullingen, is het mogelijk om minder tandweefsel op te offeren en wordt de caviteitspreparatie zeer beperkt.

## Economie
Een composietreparatie kan binnen 1 sessie gedaan worden, de inlay methode vereist 2 sessies in verband met de levertijden, dit heeft een kostenverhogend effect.

## Levensduur
- Het gekozen merk en producttype, bepaalt mede de levensduur van het reparatiemateriaal.
- Productinformatie bevat onder meer de houdbaarheidsdatum van de composietlijmen.